# لطيفي
لطيفي (بالفارسية: لطیفی) هي مدينة تقع في إيران في البلدة المركزية. يقدر عدد سكانها بـ 5,731 نسمة .